# Can Creus (Blanes)
Can Creus fou la casa pairal a la vila de Blanes (Selva) dels Ruyra, hisendats i terratinents de la zona del municipi. En aquesta casa visqué l'escriptor Joaquim Ruyra i Oms (1858-1939). La llinda de l'accés principal té la inscripció de 1759. L'edifici és de tres plantes i terrassa entre mitgeres. La planta baixa està adaptada a dos comerços, un a cada costat de la porta d'entrada, que està dotada d'uns muntants i una llinda de dos trams de pedra. El primer pis té tres obertures rectangulars amb balcó forjat i decorat de llaços senzills. El segon pis també té tres finestres balconades, encara que la central està desplaçada. Al mateix pis hi ha un rellotge de sol esgrafiat i pintat de color blanc. La porxada superior del terrat només ocupa dos dels tres cossos verticals de l'edifici i té l'embigat de fusta i obertures metàl·liques.